# Chjargas núr
Chjargas núr také zvané Chirgis núr (mongolsky Хяргас Нуур) je bezodtoké slané jezero v Chjargaské propadlině, která leží ve střední části Kotliny Velkých jezer na severozápadě Mongolska (Uvský ajmag). Má rozlohu 1360 km² a dosahuje maximální hloubky 80 m. Rozkládá se v nadmořské výšce 1028 m.

## Pobřeží
Pobřeží je nízké, pusté, místy lužní. Výška jezerních teras je do 100 m.

## Vodní režim
Je nejníže položené v jezerním systému zahrnujícím jezera Char Us núr, Dörgön núr, Char núr a Ajrag núr, do kterého ústí řeky Chovd gol a Zavchan gol. S jezerem Ajgar-nur je spojené krátkým průtokem, kterým je napájeno.

## Vlastnosti
Slanost vody je 7,5 g/l. Zamrzá od listopadu do dubna.

## Fauna
Je bohaté na ryby (osman holý).